# رمز لوجوندر
في نظرية الأعداد، رمز لوجوندر (بالإنجليزية: Legendre symbol)‏ هو دالة جداءية قيمها الواحد والصفر وناقص واحد.
قدم هذا الرمزَ عالم الرياضيات الفرنسي أدريان ماري ليجاندر في محاولة منه البرهان على مبرهنة التقابل التربيعي.

## تعريف
ليكن p عددا أوليا فرديا (أي أنه يختلف عن الاثنين).
{\displaystyle \left({\frac {a}{p}}\right)={\begin{cases}1&{\text{if }}a{\text{ is a quadratic residue modulo }}p{\text{ and }}a\not \equiv 0{\pmod {p}},\\-1&{\text{if }}a{\text{ is a non-quadratic residue modulo }}p,\\0&{\text{if }}a\equiv 0{\pmod {p}}.\end{cases}}}